# Orzowei, il figlio della savana (miniserie televisiva)
Orzowei, il figlio della savana è una miniserie televisiva italo-tedesca del 1977, diretta da Yves Allégret e tratta dal romanzo Orzowei di Alberto Manzi del 1955.

## Trama
Orzowei (che letteralmente significa "colui che fu trovato") è un ragazzo bianco, trovato e allevato dalla tribù africana degli Hutzi. Una volta adulto, superata la prova di iniziazione che fa di lui un guerriero, non viene ugualmente accettato dal villaggio e viene scacciato. Divenuto amico del capo della tribù dei Din, Pao, viene da questo consigliato di unirsi a un gruppo di cacciatori boeri, capeggiato da Paul. Il ragazzo trova però difficoltà a inserirsi anche nel gruppo dei bianchi, che lo considerano un selvaggio, ma Pao e Paul lo aiuteranno a uscire dalla sua situazione di rinnegato.

## Produzione
La serie televisiva venne coprodotta dall'Italia (dalla Oniro Film di Gioacchino Sofia) e dalla Germania Ovest (dalla RM Productions).. Protagonista nel ruolo di Orzowei è Peter Marshall. Il Capo dei Boeri era interpretato da Stanley Baker: fu l'ultimo lavoro dell'attore inglese, caparbiamente portato a termine malgrado i primi evidenti segni della malattia che poco dopo ne causò la morte. Orzowei fu trasmesso in Italia un paio di anni dopo la morte di Baker e fu dedicato alla sua memoria. Gli indigeni sono Masai e la miniserie è stata girata in Kenya.

## Distribuzione
La miniserie è stata trasmessa in Germania Ovest dal 10 gennaio 1977 sulla ZDF, mentre in Italia a partire dal 28 aprile 1977 sulla prima rete della Rai, in 13 puntate da 25 minuti. In Ungheria è stata trasmessa a partire dal 27 giugno 1985. La miniserie è conosciuta anche con i titoli Orzowei - Weißer Sohn des kleinen Königs (Germania Ovest), Orzowei (Spagna), A szavanna fia (Ungheria).

## Episodi
| nº | Titolo tedesco             | Titolo italiano            | Prima TV RFG     | Prima TV Italia |
| -- | -------------------------- | -------------------------- | ---------------- | --------------- |
| 1  | Die große Prüfung          | La grande prova            | 10 gennaio 1977  | 28 aprile 1977  |
| 2  | Die Jagd beginnt           | La caccia ha inizio        | 17 gennaio 1977  | 29 aprile 1977  |
| 3  | Pao                        | Pao                        | 24 gennaio 1977  | 30 aprile 1977  |
| 4  | Verstoßen                  | L'offesa                   | 31 gennaio 1977  | 2 maggio 1977   |
| 5  | Maisblüte                  | Fior di granturco          | 7 febbraio 1977  | 3 maggio 1977   |
| 6  | Im Dorf der Weißen         | Nel villaggio dei bianchi  | 14 febbraio 1977 | 4 maggio 1977   |
| 7  | Philip                     | Philip                     | 21 febbraio 1977 | 5 maggio 1977   |
| 8  | Mesei, Häuptling der Hutzi | Mesei, il capo degli Hutzi | 28 febbraio 1977 | 6 maggio 1977   |
| 9  | Amunais Tod                | La morte di Amunai         | 7 marzo 1977     | 7 maggio 1977   |
| 10 | Wetterleuchten             | Lampi di guerra            | 14 marzo 1977    | 9 maggio 1977   |
| 11 | Die Flucht                 | La fuga                    | 21 marzo 1977    | 10 maggio 1977  |
| 12 | Die Falle                  | La trappola                | 28 marzo 1977    | 11 maggio 1977  |
| 13 | Die Entscheidung           | La decisione               | 4 aprile 1977    | 12 maggio 1977  |

## Colonna sonora
Il telefilm è ricordato anche per la sigla cantata dagli Oliver Onions e pubblicata su singolo omonimo, in due edizioni, nel 1976 e nel 1977, dalla RCA Original Cast. La colonna sonora completa della miniserie televisiva è stata pubblicata solamente nel 2009 dalla Digitmovies in formato CD con il titolo Orzowei, il figlio della savana e contiene un totale di otto tracce tratte dal telefilm, unitamente ad altre undici tracce tratte dalla colonna sonora dello sceneggiato Il marsigliese.